# NXT Stand & Deliver (2022)
O NXT Stand & Deliver (2022) é o segundo evento anual de luta livre profissional Stand & Deliver produzido pela WWE. Foi realizado exclusivamente para lutadores da divisão de marca NXT. O evento esteve disponível para transmissão pela Peacock nos Estados Unidos e pela WWE Network internacionalmente. Aconteceu em 2 de abril de 2022, no American Airlines Center em Dallas, Texas.
O evento aconteceu no mesmo dia da Noite 1 da WrestleMania 38 e teve um horário especial de início às 12h, horário do leste. Embora este tenha sido o segundo Stand & Deliver, foi o primeiro a não ser realizado como um evento NXT TakeOver, já que essa série de eventos foi descontinuada quando o NXT se tornou o NXT 2.0 em setembro de 2021 e voltou a ser o território de desenvolvimento da WWE. Este também foi o primeiro evento do NXT a ser realizado fora da Flórida desde o início da pandemia do COVID-19 em março de 2020.

## Produção
Em abril de 2021, durante a semana da WrestleMania 37, a WWE realizou um evento NXT TakeOver de duas noites intitulado Stand & Deliver para a marca NXT. Em setembro de 2021, a marca NXT passou por uma reestruturação, sendo renomeada como "NXT 2.0", revertendo para um território de desenvolvimento para a WWE. A série NXT TakeOver foi posteriormente descontinuada.
Em 24 de janeiro de 2022, foi confirmado que o Stand & Deliver continuaria como seu próprio evento para o NXT com um segundo evento Stand & Deliver anunciado para ser realizado durante o fim de semana da WrestleMania 38, estabelecendo assim o Stand & Deliver como o evento anual do NXT realizado durante a semana WrestleMania. Este segundo Stand & Deliver está programado para ser realizado no American Airlines Center em Dallas, Texas, em 2 de abril de 2022, mesmo dia da Noite 1 da WrestleMania 38. Devido a isso, o Stand & Deliver terá um horário especial de início às 12h. Estará disponível para transmissão através da Peacock nos Estados Unidos e da WWE Network internacionalmente. Este será o primeiro evento do NXT a ser realizado fora da Flórida desde o início da pandemia do COVID-19 em março de 2020.

### Histórias
O evento incluirá partidas que resultam de histórias roteirizadas, onde lutadores retratam heróis, vilões ou personagens menos distinguíveis em eventos roteirizados que criam tensão e culminam em uma luta ou série de lutas. Os resultados são predeterminados pelos escritores da WWE na marca NXT, enquanto as histórias são produzidas em seus programas semanais de televisão, NXT 2.0 e Level Up.

## Lutas
| Nº                                          | Resultados                                     | Estipulações                                           |
| ------------------------------------------- | ---------------------------------------------- | ------------------------------------------------------ |
| 1                                           | Carmelo Hayes (c) (com Trick Williams) vs. TBA | Luta de escadas pelo Campeonato Norte-Americano do NXT |
| (c) – Refere-se aos campeões antes da luta. |                                                |                                                        |